# 全国高等学校野球選手権千葉大会
全国高等学校野球選手権千葉大会（ぜんこくこうとうがっこうやきゅうせんしゅけんちばたいかい）は、千葉県で開催されている全国高等学校野球選手権の地方大会。

## 概要
全国で5番目に参加校数の多い激戦区域。1980年以降は実力的に伯仲した学校が多い。大都市圏の地方大会の中では、スポーツが盛んな習志野や市立船橋以外の公立の高校も多く甲子園に出場している（メディアや、高校野球ファンの間で初出場か10年ぶり以上の出場が「戦国千葉」と形容されることもある）。これらの影響で千葉大会の独立開催以後、連続出場を果たしたのは1973年～1974年の銚子商、1996年～1998年の市立船橋（1998年は西千葉代表）、2012年～2013年および2016年～2018年の木更津総合（2018年は東千葉代表）の4例に留まっている。(千葉大会の独立開催以前は、南関東代表として1931年～1932年および1935年～1936年の千葉中、1939年～1940年の千葉商、1946年～1948年の成田(1946年・1947年は旧制中学)、東関東代表として1970年～1971年および1973年～1974年の銚子商が甲子園へ連続出場を果たした。)
組み合わせ抽選の際は、原則として春季千葉県大会のベスト16以上進出校がシード（勝ち上がりによってシード順を決める。ベスト4進出の4校がAシードになり、夏の大会のトーナメントで四隅に配置される。）となり、残りの参加校は抽選により1・2回戦に振り分けられる。
第80回記念大会より、大会回数の下1桁が0の大会時（西暦の下1桁が8の年）のみ、東千葉と西千葉の2ブロックに分けて予選を行う（ブロックの分け方は後述）。
熱中症予防の対応策として、3回と7回の終了後に選手の給水時間を設け、5回終了後のグラウンド整備時間も休憩にあてる。
2019年の第101回大会では、松戸・柏・関宿・流山の連合チームが1回戦で行徳、2回戦で清水に勝利を収め、千葉県大会として初めて連合チームが勝利を挙げた。

## 歴史
千葉県勢は1918年（第4回）から参加。

1972年（第54回）までは複数の県を対象とする地方大会で、1930年（第16回）から県予選が導入され、県予選上位校が地方大会へ進出した（県レベルの大会にとどまった1941年〈第27回〉、一府県一代表が認められた1958年〈第40回〉、1963年〈第45回〉、1968年〈第50回〉を除く）。
| 年度                                | 参加県                       |
| ----------------------------------- | ---------------------------- |
| 関東大会                            |                              |
| 1918年（第4回） - 1919年（第5回）   | 茨城・栃木・千葉             |
| 1920年（第6回）                     | 茨城・栃木・群馬・千葉       |
| 1921年（第7回） - 1923年（第9回）   | 茨城・栃木・群馬・埼玉・千葉 |
| 1924年（第10回）                    | 栃木・群馬・埼玉・千葉       |
| 1925年（第11回）                    | 茨城・栃木・群馬・千葉       |
| 南関東大会                          |                              |
| 1926年（第12回） - 1935年（第21回） | 茨城・千葉                   |
| 1936年（第22回） - 1947年（第29回） | 埼玉・千葉・神奈川           |
| 1948年（第30回） - 1957年（第39回） | 埼玉・千葉                   |
| 東関東大会                          |                              |
| 1959年（第41回） - 1972年（第54回） | 茨城・千葉                   |

## 記念大会における東西の境界線について
2018年については、習志野市、船橋市、市川市、浦安市、鎌ケ谷市、松戸市、柏市、流山市、野田市、我孫子市、白井市、印西市、八千代市、佐倉市、四街道市を「西千葉」、それ以外の地域を「東千葉」としてブロック分けされた。2020年の大会の地区分けで言えば、第2〜第5：「西千葉」、第1および第6〜第8：「東千葉」ということになる。
なお、1998年及び2008年の記念大会では、千葉市が「東千葉」ではなく「西千葉」と、我孫子市、白井市、印西市（合併前の本埜村、印旛村も含む）、八千代市、佐倉市、四街道市が「西千葉」ではなく「東千葉」とされていた。

## 使用される球場
※使用球場に命名権が付いている場合は、正式名称と併記する。

### 現在使用されている球場
ここでは、2025年の第107回大会で使用される球場を示す。基本的に、千葉マリンスタジアムと千葉県野球場以外は、概ね3回戦まで（または、2020年代替大会の地区トーナメントのみ）の使用。船橋・柏の葉・市原臨海はマリンでプロ野球の試合が行われる可能性がある理由などで準々決勝まで使用されることがある。
- 千葉マリンスタジアム（ZOZOマリンスタジアム）（千葉市美浜区） - 開会式、開幕試合、開幕当初の数日間（1回戦など）、および4回戦以降（決勝含む）で使用される。2019年は千葉県野球場の一部代替として、1回戦からの全日程で使用される[5]。2020年の代替大会は元々使用予定がなかったが、地区トーナメントの一部試合で使用された。なお、原則としてプロ野球球団である千葉ロッテマリーンズに使用優先権があるため、プロ野球公式戦開催日は使用しない[注 2]。
- 千葉県野球場（千葉市稲毛区） - 準々決勝まで使用される。2011年は東日本大震災でスタンドが一部損壊したため、2019年は全面改修工事のため[5] 使用されなかった。
- 青葉の森スポーツプラザ野球場（千葉市中央区） - 下記千葉寺公園野球場閉鎖後の1987年より使用。2023年は、使用されなかった。
- 船橋市民球場（船橋市） - 2020年代替開催では準々決勝（決勝トーナメント1回戦）まで使用された。
- 習志野市秋津球場（第一カッター球場）（習志野市）
- 浦安市運動公園野球場（浦安市） -  2019年に千葉県野球場の代替会場として初めて使用された[5]。翌年の2020年は国府台（後述）の代替会場として第3地区トーナメントで使用され、2021年以降の本大会でも使用を継続している。2025年の国府台使用再開後も、当大会で国府台が使用されなくなったため、事実上代替ではなく正式に使用球場となっている。
- 県立柏の葉公園野球場（柏市、2011年から使用） - 2018年西千葉大会は準々決勝まで使用された。
- 成田市営大谷津球場（なごみの米屋ぴーちゃんフィールド大谷津球場）（成田市） - 北千葉道路の整備に伴い2015年〜19年は使用されなかった。
- 長生の森公園野球場（茂原市、2011年から使用）
- 市原臨海球場（ゼットエーボールパーク）（市原市） - 2011年・2018年東千葉大会・2019年・2021年[注 3]は準々決勝まで使用された。
- 袖ケ浦市営球場（袖ケ浦市）

### 過去に使用された球場

#### 本大会で使用されたことのある球場
- 八千代市総合運動公園野球場（八千代市） - 2011年まで本大会で使用されていた（その後は本大会では使用されていない）。2020年代替大会に第5地区トーナメントで使用された。
- 大栄野球場（成田市大栄地区） - 大栄と同じ成田市にある大谷津が使用されない間の代替会場として2015年〜19年の限定利用予定だったが、2020年代替大会も第6地区トーナメントで使用された。いずれの年も、命名権により「ナスパスタジアム」となっていた。
- 市川市国府台球場（現：国府台スタジアム、市川市） - 2019年まで使用されていた。その後全面改修工事が行われ[8]、2025年4月に球場利用が再開された[9]。しかし再開後は春季県大会・選手権千葉大会では使用されず、結果的に2019年を最後に、浦安市運動公園野球場に役目を譲る形となった。

下記2球場は、いずれも現存しない。
- 千葉公園野球場（千葉市中央区）
- 千葉寺公園野球場（千葉市中央区、青葉の森球場に移設）

#### 2020年代替大会のみで使用されたことのある球場
下記はいずれも2020年代替大会のみで使用された球場であり、本大会で使用されたことはない。
- 野田市営球場（野田市） - 第4地区トーナメントで使用。
- 長嶋茂雄記念岩名球場（佐倉市） - 第5地区トーナメントで使用。
- 鴨川市営球場（鴨川市） - 第7地区トーナメントで使用。

## 歴代代表校
| 年度                  | 県勢参加 | 代表校（出場回数）          | 決勝スコア           | 準優勝校     | 全国大会      |
| --------------------- | -------- | --------------------------- | -------------------- | ------------ | ------------- |
| 関東大会              |          |                             |                      |              |               |
| 1918年（第4回大会）   | 2校      | 竜ヶ崎中（茨城）            | 6-2                  | 千葉師範     | -             |
| 1919年（第5回大会）   | 3校      | 竜ヶ崎中（茨城）            | 11-3                 | 茨城商       | -             |
| 1920年（第6回大会）   | 3校      | 竜ヶ崎中（茨城）            | 7-1                  | 前橋中       | -             |
| 1921年（第7回大会）   | 4校      | 竜ヶ崎中（茨城）            | 10-1                 | 茨城商       | -             |
| 1922年（第8回大会）   | 5校      | 竜ヶ崎中（茨城）            | 8x-7                 | 大田原中     | -             |
| 1923年（第9回大会）   | 4校      | 宇都宮商（栃木）            | 7-5                  | 千葉中       | -             |
| 1924年（第10回大会）  | 8校      | 宇都宮中（栃木）            | 4x-3 （延長11回）    | 前橋中       | -             |
| 1925年（第11回大会）  | 4校      | 前橋中（群馬）              | 13-3                 | 茨城商       | -             |
| 南関東大会            |          |                             |                      |              |               |
| 1926年（第12回大会）  | 6校      | 千葉師範（初出場）          | 8x-7                 | 水戸中       | 2回戦（初戦） |
| 1927年（第13回大会）  | 4校      | 茨城商（茨城）              | 7-3                  | 千葉中       | -             |
| 1928年（第14回大会）  | 8校      | 関東中（初出場）            | 3-2                  | 竜ヶ崎中     | 2回戦（初戦） |
| 1929年（第15回大会）  | 5校      | 水戸中（茨城）              | 4-2                  | 千葉師範     | -             |
| 1930年（第16回大会）  | 12校     | 水戸中（茨城）              | 7-4                  | 茨城工       | -             |
| 1931年（第17回大会）  | 12校     | 千葉中（初出場）            | 9-8                  | 茨城工       | 1回戦         |
| 1932年（第18回大会）  | 12校     | 千葉中（2年連続2回目）      | 5-3                  | 茨城工       | 1回戦         |
| 1933年（第19回大会）  | 12校     | 水戸商（茨城）              | 3-2                  | 銚子商       | -             |
| 1934年（第20回大会）  | 13校     | 関東中（6年ぶり2回目）      | 17-4                 | 銚子商       | 2回戦（初戦） |
| 1935年（第21回大会）  | 13校     | 千葉中（3年ぶり3回目）      | 5x-4                 | 茨城工       | 2回戦         |
| 1936年（第22回大会）  | 12校     | 千葉中（2年連続4回目）      | 4x-3                 | 横浜商       | ベスト8       |
| 1937年（第23回大会）  | 12校     | 浅野中（神奈川）            | 11-0                 | 神奈川商工   | -             |
| 1938年（第24回大会）  | 11校     | 浅野中（神奈川）            | 1x-0                 | 関東中       | -             |
| 1939年（第25回大会）  | 10校     | 千葉商（初出場）            | 4-3                  | 関東中       | 2回戦（初戦） |
| 1940年（第26回大会）  | 13校     | 千葉商（2年連続2回目）      | 3-0                  | 大宮工       | ベスト8       |
| 1941年（第27回大会）  | 13校     | 千葉商（出場なし）          | 8-1                  | 関東中       | （中止）      |
| 1946年（第28回大会）  | 13校     | 成田中（初出場）            | 5-4                  | 横浜商       | 1回戦         |
| 1947年（第29回大会）  | 23校     | 成田中（2年連続2回目）      | 7-0                  | 川崎中       | ベスト4       |
| 1948年（第30回大会）  | 24校     | 成田（3年連続3回目）        | 1-0                  | 本庄         | 1回戦         |
| 1949年（第31回大会）  | 29校     | 熊谷（埼玉）                | 5-3                  | 千葉         | -             |
| 1950年（第32回大会）  | 32校     | 千葉一（14年ぶり5回目）     | 6-1                  | 安房一       | 2回戦（初戦） |
| 1951年（第33回大会）  | 35校     | 熊谷（埼玉）                | 5-3                  | 佐原一       | -             |
| 1952年（第34回大会）  | 34校     | 成田（4年ぶり4回目）        | 6-5                  | 川越工       | ベスト4       |
| 1953年（第35回大会）  | 37校     | 千葉一（3年ぶり6回目）      | 4x-3                 | 深谷商       | 2回戦（初戦） |
| 1954年（第36回大会）  | 37校     | 千葉商（14年ぶり3回目）     | 6-0                  | 浦和商       | 2回戦         |
| 1955年（第37回大会）  | 43校     | 成田（3年ぶり5回目）        | 5-3                  | 鴻巣         | 2回戦（初戦） |
| 1956年（第38回大会）  | 44校     | 千葉商（2年ぶり4回目）      | 8-3                  | 銚子商       | 2回戦（初戦） |
| 1957年（第39回大会）  | 44校     | 大宮（埼玉）                | 5-2                  | 成田         | -             |
| 千葉大会              |          |                             |                      |              |               |
| 1958年（第40回大会）  | 46校     | 銚子商（初出場）            | 5-0                  | 千葉商       | 3回戦         |
| 東関東大会            |          |                             |                      |              |               |
| 1959年（第41回大会）  | 46校     | 下館一（茨城）              | 3-1                  | 成東         | -             |
| 1960年（第42回大会）  | 48校     | 水戸商（茨城）              | 7-5                  | 銚子商       | -             |
| 1961年（第43回大会）  | 49校     | 銚子商（3年ぶり2回目）      | 4-0                  | 市銚子       | 2回戦         |
| 1962年（第44回大会）  | 49校     | 習志野（初出場）            | 7-5                  | 市銚子       | 1回戦         |
| 千葉大会              |          |                             |                      |              |               |
| 1963年（第45回大会）  | 50校     | 銚子商（2年ぶり3回目）      | 6-1                  | 千葉経済     | ベスト8       |
| 東関東大会            |          |                             |                      |              |               |
| 1964年（第46回大会）  | 56校     | 千葉商（8年ぶり5回目）      | 4-1                  | 成東         | 1回戦         |
| 1965年（第47回大会）  | 59校     | 銚子商（2年ぶり4回目）      | 9-0                  | 日立一       | 準優勝        |
| 1966年（第48回大会）  | 62校     | 竜ヶ崎一（茨城）            | 5-1                  | 千葉商       | -             |
| 1967年（第49回大会）  | 64校     | 習志野（5年ぶり2回目）      | 8-0                  | 竜ヶ崎一     | 優勝          |
| 千葉大会              |          |                             |                      |              |               |
| 1968年（第50回大会）  | 66校     | 千葉商（4年ぶり6回目）      | 2-1                  | 銚子商       | 2回戦         |
| 東関東大会            |          |                             |                      |              |               |
| 1969年（第51回大会）  | 68校     | 取手一（茨城）              | 1-0                  | 土浦日大     | -             |
| 1970年（第52回大会）  | 68校     | 銚子商（5年ぶり5回目）      | 2x-1                 | 成東         | 2回戦         |
| 1971年（第53回大会）  | 75校     | 銚子商（2年連続6回目）      | 12-1                 | 竜ヶ崎一     | ベスト8       |
| 1972年（第54回大会）  | 77校     | 習志野（5年ぶり3回目）      | 2-0                  | 銚子商       | 1回戦         |
| 千葉大会              |          |                             |                      |              |               |
| 1973年（第55回大会）  | 79校     | 銚子商（2年ぶり7回目）      | 9-7                  | 木更津中央   | ベスト8       |
| 1974年（第56回大会）  | 82校     | 銚子商（2年連続8回目）      | 2-0                  | 市銚子       | 優勝          |
| 1975年（第57回大会）  | 84校     | 習志野（3年ぶり4回目）      | 5-2                  | 君津         | 優勝          |
| 1976年（第58回大会）  | 95校     | 銚子商（2年ぶり9回目）      | 15-0                 | 安房         | ベスト8       |
| 1977年（第59回大会）  | 103校    | 千葉商（9年ぶり7回目）      | 3-1                  | 習志野       | 2回戦（初戦） |
| 1978年（第60回大会）  | 111校    | 我孫子（初出場）            | 4-0                  | 銚子商       | 2回戦（初戦） |
| 1979年（第61回大会）  | 124校    | 市銚子（初出場）※           | 6-4                  | 習志野       | 1回戦         |
| 1980年（第62回大会）  | 132校    | 習志野（5年ぶり5回目）      | 9-1                  | 成東         | 2回戦         |
| 1981年（第63回大会）  | 140校    | 市銚子西（初出場）※         | 1-0                  | 銚子商       | 1回戦         |
| 1982年（第64回大会）  | 141校    | 東海大浦安（初出場）        | 2-0                  | 千葉商       | 2回戦（初戦） |
| 1983年（第65回大会）  | 151校    | 印旛（初出場）              | 11-3                 | 君津商       | 3回戦         |
| 1984年（第66回大会）  | 158校    | 拓大紅陵（初出場）          | 9-5                  | 東海大浦安   | 2回戦（初戦） |
| 1985年（第67回大会）  | 166校    | 銚子商（9年ぶり10回目）     | 10-0                 | 市柏         | 1回戦         |
| 1986年（第68回大会）  | 172校    | 拓大紅陵（2年ぶり2回目）    | 8-0                  | 印旛         | 3回戦         |
| 1987年（第69回大会）  | 175校    | 習志野（7年ぶり6回目）      | 6-4                  | 東海大浦安   | ベスト8       |
| 1988年（第70回大会）  | 174校    | 拓大紅陵（2年ぶり3回目）    | 12-0                 | 市柏         | 3回戦         |
| 1989年（第71回大会）  | 175校    | 成東（初出場）              | 1-0                  | 拓大紅陵     | 2回戦         |
| 1990年（第72回大会）  | 175校    | 成田（35年ぶり6回目）       | 6-2                  | 暁星国際     | 2回戦         |
| 1991年（第73回大会）  | 175校    | 我孫子（13年ぶり2回目）     | 2-0                  | 銚子商       | 3回戦         |
| 1992年（第74回大会）  | 176校    | 拓大紅陵（4年ぶり4回目）    | 2-1                  | 二松学舎沼南 | 準優勝        |
| 1993年（第75回大会）  | 177校    | 市船橋（初出場）            | 4-0                  | 成田         | ベスト4       |
| 1994年（第76回大会）  | 177校    | 志学館（初出場）            | 8-7                  | 成田         | 1回戦         |
| 1995年（第77回大会）  | 177校    | 銚子商（10年ぶり11回目）    | 4-3                  | 拓大紅陵     | 3回戦         |
| 1996年（第78回大会）  | 174校    | 市船橋（3年ぶり2回目）      | 6-1                  | 二松学舎沼南 | 2回戦         |
| 1997年（第79回大会）  | 173校    | 市船橋（2年連続3回目）      | 5-2                  | 流通経済大柏 | ベスト8       |
| 1998年（第80回大会）  | 東84校   | 八千代松陰（初出場）        | 1-0                  | 成田         | 1回戦         |
| 1998年（第80回大会）  | 西89校   | 市船橋（3年連続4回目）      | 4-2                  | 東海大浦安   | 1回戦         |
| 1999年（第81回大会）  | 172校    | 柏陵（初出場）              | 1x-0                 | 市銚子       | ベスト8       |
| 2000年（第82回大会）  | 171校    | 東海大浦安（18年ぶり2回目） | 4-1                  | 木更津中央   | 準優勝        |
| 2001年（第83回大会）  | 174校    | 習志野（14年ぶり7回目）     | 6-0                  | 東海大望洋   | 3回戦         |
| 2002年（第84回大会）  | 174校    | 拓大紅陵（10年ぶり5回目）   | 4-0                  | 中央学院     | 1回戦         |
| 2003年（第85回大会）  | 179校    | 木更津総合（初出場）        | 4-2                  | 志学館       | 2回戦         |
| 2004年（第86回大会）  | 180校    | 千葉経大附（初出場）        | 5-1                  | 習志野       | ベスト4       |
| 2005年（第87回大会）  | 181校    | 銚子商（10年ぶり12回目）    | 5-3 （延長12回）     | 拓大紅陵     | 3回戦         |
| 2006年（第88回大会）  | 180校    | 千葉経大附（2年ぶり2回目）  | 5-3 （延長10回）     | 拓大紅陵     | 1回戦         |
| 2007年（第89回大会）  | 178校    | 市船橋（9年ぶり5回目）      | 9-1                  | 木更津総合   | 1回戦         |
| 2008年（第90回大会）  | 東81校   | 木更津総合（5年ぶり2回目）  | 2-0                  | 東海大望洋   | 2回戦         |
| 2008年（第90回大会）  | 西94校   | 千葉経大附（2年ぶり3回目）  | 2-1                  | 沼南         | 2回戦         |
| 2009年（第91回大会）  | 175校    | 八千代東（初出場）          | 5-4                  | 拓大紅陵     | 1回戦         |
| 2010年（第92回大会）  | 175校    | 成田（20年ぶり7回目）       | 1-0                  | 東海大望洋   | ベスト4       |
| 2011年（第93回大会）  | 172校    | 習志野（10年ぶり8回目）     | 14-2                 | 東京学館浦安 | ベスト8       |
| 2012年（第94回大会）  | 172校    | 木更津総合（4年ぶり3回目）  | 9-0                  | 柏日体       | 2回戦（初戦） |
| 2013年（第95回大会）  | 171校    | 木更津総合（2年連続4回目）  | 6-5                  | 習志野       | 3回戦         |
| 2014年（第96回大会）  | 170校    | 東海大望洋（初出場）        | 13-2                 | 専大松戸     | 2回戦（初戦） |
| 2015年（第97回大会）  | 170校    | 専大松戸（初出場）          | 7-3                  | 習志野       | 1回戦         |
| 2016年（第98回大会）  | 170校    | 木更津総合（3年ぶり5回目）  | 3-2                  | 市船橋       | ベスト8       |
| 2017年（第99回大会）  | 168校    | 木更津総合（2年連続6回目）  | 4-3                  | 習志野       | 1回戦         |
| 2018年（第100回大会） | 東83校   | 木更津総合（3年連続7回目）  | 10-2                 | 成田         | 3回戦         |
| 2018年（第100回大会） | 西80校   | 中央学院（初出場）          | 6-2                  | 東京学館浦安 | 1回戦         |
| 2019年（第101回大会） | 170校    | 習志野（8年ぶり9回目）      | 8-1                  | 八千代松陰   | 2回戦         |
| 2020年（独自大会）    | 158校    | 木更津総合（出場なし）      | 2-1                  | 専大松戸     | （中止）      |
| 2021年（第103回大会） | 157校    | 専大松戸（6年ぶり2回目）    | 10x-6 （延長13回TB） | 木更津総合   | 2回戦         |
| 2022年（第104回大会） | 153校    | 市船橋（15年ぶり6回目）     | 13-6                 | 木更津総合   | 2回戦         |
| 2023年（第105回大会） | 148校    | 専大松戸（2年ぶり3回目）    | 8x-7                 | 習志野       | 3回戦         |
| 2024年（第106回大会） | 148校    | 木更津総合（6年ぶり8回目）  | 2x-1 （延長10回TB）  | 市船橋       | 1回戦         |
| 2025年（第107回大会） | 147校    | 市船橋（3年ぶり7回目）      | 8x-7 （延長10回TB）  | 八千代松陰   | 1回戦         |

※現在の市銚子は、2008年に銚子西（第63回大会優勝）が旧・市銚子（第61回大会優勝）を吸収のうえ市銚子に校名を変更したものである。その際公式記録も合算されているため、次に優勝すれば、「〇年ぶり3回目（の甲子園出場）」と表記されることになる。
- 1941年は県予選のみ実施
- 参加校数は日本高野連の発表に基づき連合チームを1校としてカウント

## 高校別全国大会出場回数
| チーム（前身校）             | 優勝 回数 | 優勝年度（太字は、全国優勝達成年度）                        |
| ---------------------------- | --------- | ----------------------------------------------------------- |
| 銚子商                       | 12        | 1958,1961,1963,1965,1970,1971,1973,1974,1976,1985 1995,2005 |
| 習志野                       | 9         | 1962,1967,1972,1975,1980,1987,2001,2011,2019                |
| 木更津総合                   | 8         | 2003,2008,2012,2013,2016,2017,2018,2024                     |
| 成田（成田中）               | 7         | 1946,1947,1948,1952,1955,1990,2010                          |
| 千葉商                       | 7         | 1939,1940,1954,1956,1964,1968,1977                          |
| 市船橋                       | 7         | 1993,1996,1997,1998,2007,2022,2025                          |
| 千葉（千葉中、千葉一）       | 6         | 1931,1932,1935,1936,1950,1953                               |
| 拓大紅陵                     | 5         | 1984,1986,1988,1992,2002                                    |
| 千葉経大附                   | 3         | 2004,2006,2008                                              |
| 専大松戸                     | 3         | 2015,2021,2023                                              |
| 千葉敬愛（関東中）           | 2         | 1928,1934                                                   |
| 市銚子（旧・市銚子、銚子西） | 2         | 1979（旧・市銚子）,1981                                     |
| 我孫子                       | 2         | 1978,1991                                                   |
| 東海大浦安                   | 2         | 1982,2000                                                   |
| 千葉師範                     | 1         | 1926                                                        |
| 印旛明誠（印旛）             | 1         | 1983                                                        |
| 成東                         | 1         | 1989                                                        |
| 志学館                       | 1         | 1994                                                        |
| 八千代松陰                   | 1         | 1998                                                        |
| 柏陵                         | 1         | 1999                                                        |
| 八千代東                     | 1         | 2009                                                        |
| 東海大市原望洋（東海大望洋） | 1         | 2014                                                        |
| 中央学院                     | 1         | 2018                                                        |

## 要綱等
全試合で2回表・裏攻撃前に球場内に校歌が流される。県高野連発行の出場校選手名簿が各球場で販売されており、2010年代になってからは全部員名も掲載されている。
延長は15回までとなっているが、1日に3試合組まれている球場では、その日の最終試合でなければ試合開始から3時間半を超えて同点の場合、次のイニングに入らず引き分け再試合となる。あわせて2023年からは、試合続行が不可能になった場合は翌日以降に中断した場面から再開する継続試合が導入される。また、タイブレークについては延長10回から適用される。
7月20日（休日の場合は直近の平日）は、県内各高校で終業式のため、天候や大会の進捗にかかわらず調整日として試合は行われない。雨天中止などで前日までに順延があった場合でも、当該日は午後のみ試合が行われる（例として、2015年7月17日（金曜）は元々終業式に伴う調整日だったが、前日16日に台風11号の影響で全試合中止となり、17日午後のみに試合が設定された）。また、開会式直後でも、各高校の期末試験実施と重なる日程（概ね7月10日頃までの平日）については、期末試験を優先するため調整日としている。

### 2016年
同年7月10日に参議院選挙が行われ、この選挙より18歳以上に選挙権が与えられることから、一部選手や応援団などに選挙権があることや、丁度この時期が期末試験時期であることに配慮し、イレギュラー対応を行うことになった。例年開会式後に行われる開幕試合（1回戦1試合）は、この年より行われなくなった。なお、20日の終業式に伴う調整日も例年どおり設定される。当初の予定では、前日7月9日に開会式を行った後、10・11日は調整日として試合を行わず、試合は12日から開催される予定だった。しかし、雨で開会式が10日に順延した為選挙と日程が重なった。

### 2019年
同年から、従来の終業式による調整日に加え、準々決勝の翌日、準決勝の翌日も調整日とすると予定されていた。しかし、2019年7月は千葉県を含めた関東地方で雨天が相次ぎ日照不足になるなどの異常気象に見舞われ、雨天中止が相次いだ。その結果、本来ならば終業式当日で調整日になるはずの7月19日は午前中から試合が行われるなど、当初予定より大幅な変更となった。この年まで入場は当日券販売で、入場料は大人600円・学生100円となっていた。

### 2020年
同年7月24日から東京オリンピックが開幕し、主会場である千葉マリンスタジアムに隣接する幕張メッセでも一部競技が行われるため、混乱を回避することや高校の期末試験などを避ける目的で例年より日程を繰り上げ、7月1日から21日までの開催予定となっていた。また、千葉マリンスタジアムでも千葉ロッテマリーンズと横浜DeNAベイスターズの主催試合で使用できない期間があるため、該当日は別会場での開催になる予定としていた。
しかし、新型コロナウイルス感染拡大防止対策で高校の長期休校が続いており、授業時間を確保するために登校日や授業日を増やす動きがある中での地方大会の開催は学業の支障になりかねないこと、全国大会についても代表校が全都道府県から長時間かけて移動することなどを考慮すると、感染と拡散のリスクが避けられないことを踏まえ、日本高等学校野球連盟（日本高野連）は5月20日、第102回全国高等学校野球選手権大会と全ての地方大会を中止にすることを発表した。

### 2021年
同年7月23日から、前年より延期された東京オリンピックが開幕する予定で、引き続き県内（幕張メッセ）が一部の競技会場となり、開催前に終了させる必要があるため、イレギュラー対応となる。6月30日に千葉マリンスタジアムで開会式を行い、7月1日から19日までの開催予定となっている。また、7月15日に準々決勝、17日に準決勝、19日に決勝を予定していた。なお、期末試験実施への配慮のため、5日 - 8日の4日間を休養日扱いとして、試合は行われない。
その後、同年6月2日の運営会議にて、以下の方針が発表された。
- 開会式は無観客かつ登録選手のみ（控え選手は不可）での実施。プラカード持ちも登録選手が行い、行進後は主将とプラカード持ちの各校2名のみグラウンドに残り、その他の選手はスタンドに移動してから開会式を進行する。
- 4回戦までは無観客とするが、学校関係者および選手の保護者のみ入場可。
- 5回戦以降の千葉マリンスタジアム開催分についてのみ、上記の学校関係者・保護者を含めて約5000人を上限に観客を入れる方針であることを発表した。前売り券のみの販売となり、当日券の販売は行わない。また、例年と異なり、入場料は一律に1,000円となっている[21]。なお、千葉マリンスタジアム以外の球場は、4回戦までと同様無観客開催となる。
  - 無観客開催の試合が殆どであるため、入場料収入がなく大会開催にあたり財政状況が厳しいことから、千葉県高校野球連盟（千葉県高野連）はクラウドファンディングにより開催費用を捻出することになった[22]。

しかし、同年7月1日 - 3日に開催を予定していた試合が雨天により全て中止となった。これを受けて、千葉県高野連は一部の試合日程を変更、18日に準々決勝、20日に準決勝（終業式に伴う休養日設定なし）、21日に決勝になった。更には4日も予定されていた29試合の内、実施したのは4試合にとどまった。また、使用球場の変更も相次いだ。

### 2022年
前年まで2年連続で日程上イレギュラーであったが、3年ぶりに本来の7月中旬 - 下旬の開催に戻ることになる。前年と比較して、新型コロナウイルス対応は以下の通りある程度緩和されるものの、それでも2019年までと比較するとある程度制限した形での開催となる。
- 全試合を有観客で開催。当日券と前売り券の併用に変更。前売りは800円、当日券は1,000円。
  - ただし、観客数は各球場の内野席数を上限とする（ZOZOマリンスタジアムを除き、原則5,000人以下）。
  - 当日券は5回戦まで（開会式当日を除く）の販売とし、開会式当日と準々決勝以降は全て前売り。
- 各校のブラスバンドも、50人を限度に受け入れ再開。チアリーディングも受け入れる。ただし、声を出しての応援は禁止。
- 開会式については、以下の通り。
  - 前年同様、行進後は主将と副主将の各校2名のみがグラウンドに残り、その他の選手はスタンドに移動してから開会式を進行する。プラカード持ちについては、前年は選手が兼務していたが、例年同様の植草学園大学附属高等学校女子生徒による担当が復活。
  - スタンドを主将・副主将以外の選手が使用するため、開会式のみ観客数を大幅制限し、前売り販売のみとなる。
  - 演奏・合唱は生で行わず、事前録音を用いる。
  - 2015年を最後に[29][30]、開会式後に当日中の開幕試合は行われていなかったが、7年ぶりに復活する[31]。
  - 日程の都合上、開会式が雨天中止の場合は翌日に順延しない（開会式自体が行われない[注 5]）。

### 2023年
4年ぶりに、応援および開会式に関しての制限が撤廃された。一方で、コロナの時期に当日券と前売り券の併用に変更していた入場券については、2023年以降も当日券と前売り券の併用が継続されることになった（引き続き、開会式に限り全て前売りとなる）。

### 2024年
暑熱対策などの理由で、以下のとおり変更がある。
- 各球場1日2試合までとし、第1試合を9時、第2試合を11時30分と全て午前中試合開始とする。ただし、2回戦から4回戦のうち、テレビ中継が入る球場、柏の葉・市原臨海（ゼットエー）の一部日程は3試合実施となる。あわせて、前述の継続試合が発生した場合も、3試合となる可能性があるとされていた。実際に大会前半が悪天候続きで中止や継続試合が相次いだため、予定していた球場以外での3試合実施がいくつか組まれた[33]。
- 開会式が7月6日に行われるが、この日は期末試験期間中の土曜日であるため、選手のコンディションを考慮して開幕試合は行わないことになった。開幕試合を行わないのは2021年以来3年ぶり。その後も期末試験の配慮のため、1回戦の試合は7月10日からとなる。
  - 開会式後の初の試みとして、開会式で演奏を務めた習志野・拓大紅陵両高校の吹奏楽部によるコラボステージが実施された[34]。

### 2025年
前年は暑熱対策として原則各球場2試合となっていたが、この年は他連盟の大会開催の影響により球場の確保が困難であることから、大会序盤を中心に3試合とする形に戻されることになった。一方で暑熱対策の考慮として、これまでは第1試合の試合開始時刻が9:00だったところを、15分前倒して8:45試合開始とすることになった。
開会式については前年同様、期末試験期間中の土曜日である7月5日に開催され、同様に習志野・拓大紅陵両高校の吹奏楽部によるコラボステージも行われる。その後も期末試験の配慮のため、1回戦の試合は7月10日からとなる。

## 2020 夏季千葉県高等学校野球大会
日本高野連が全国高等学校野球選手権大会並びに地方大会の開催を中止にしたことを受けて、千葉県高校野球連盟（千葉県高野連）は代替大会として、独自に「2020 夏季千葉県高等学校野球大会」を2020年8月に開催することを発表した。期間は同月20日から秋季関東地区高等学校野球大会の地区予選が行われることから同大会の日程に抵触しない形で8月2日から同月18日までの開催となり、開会式と閉会式は実施しない。
長距離移動を避ける観点から、8月2日から10日の期間に県内を地域ごとに8つの地区に分けた「地区トーナメント」を各地区の最寄り球場で行い（地区の区分けは後述）、それを勝ち上がった8チームが8月15日から18日の期間に「決勝トーナメント」として、会場は主に千葉県野球場と船橋市民球場で行う。
なお、当初の時点では、千葉マリンスタジアムは使用しないと発表していたが、後日ロッテ球団による協力もあり、地区トーナメントの一部試合を千葉マリンスタジアムでも開催できるように日程を再割当することを発表した。
2020年8月8日、東海大学付属市原望洋高等学校は同校野球部員の新型コロナウイルス感染が判明したため、本大会への出場を辞退したことを千葉県高野連が発表した。同校は同日、千葉マリンスタジアムにて、木更津総合高等学校との4回戦を行う予定だったが、出場辞退に伴い、木更津総合高等学校の不戦勝となった。日本高野連によると、加盟校の野球部関係者で同ウイルスによる感染者が発生したのは今回の事案が初めてとのことである。不戦勝となった木更津総合高等学校は、その後第8地区を制し、決勝トーナメントも制して優勝した。
- 決勝（8月18日：千葉県野球場）

|            | 1 | 2 | 3 | 4 | 5 | 6 | 7 | 8 | 9 | R | H | E |
| ---------- | - | - | - | - | - | - | - | - | - | - | - | - |
| 専大松戸   | 0 | 0 | 0 | 0 | 1 | 0 | 0 | 0 | 0 | 1 | 4 | 1 |
| 木更津総合 | 0 | 0 | 0 | 1 | 1 | 0 | 0 | 0 | X | 2 | 3 | 0 |

### 地区トーナメントの地域区分け
8つ全ての地区で、一部の試合を千葉マリンスタジアムで実施。それ以外は、原則地区内の球場で実施。
- 第1地区 - 千葉市（使用球場：千葉県野球場、青葉の森スポーツプラザ野球場）
- 第2地区 - 船橋市、習志野市、鎌ケ谷市（使用球場：船橋市民球場、第一カッター球場）
- 第3地区 - 松戸市、市川市、浦安市（使用球場：浦安市運動公園野球場、船橋市民球場）
- 第4地区 - 柏市、流山市、野田市（使用球場：柏の葉公園野球場、野田市営球場）
- 第5地区 - 我孫子市、印西市、白井市、八千代市、四街道市、佐倉市（使用球場：八千代市総合運動公園野球場、長嶋茂雄記念岩名球場、（決勝のみ）千葉県野球場）
- 第6地区 - 成田市・銚子市・匝瑳市などの、香取・東総地域（使用球場：成田市営大谷津球場、ナスパスタジアム）
- 第7地区 - 東金市・茂原市・鴨川市・館山市などの、外房・安房地域（使用球場：長生の森公園野球場、鴨川市営球場）
- 第8地区 - 市原市・木更津市・富津市などの、内房地域（使用球場：ゼットエーボールパーク、袖ケ浦市総合運動場野球場）

## 試合中継

### 千葉テレビ放送
千葉テレビ放送（CTC・チバテレ）にて、開会式と、1回戦から決勝まで生中継（後述のとおり、1回戦の中継を行わない時期があった）。
1971年の千葉テレビ放送開局年から中継が毎年行われており、初めて放送されたのは1971年7月15日であった。
基本的に大会前半を千葉県野球場（2011年は市原臨海球場または青葉の森公園野球場、2021年は市原臨海球場または習志野市秋津球場）、後半は千葉マリンスタジアムの試合を中継する。2004年までは1回戦から放送されていた。2005年から2010年までは開幕試合の中継はなかった。2013年以降は1回戦も032チャンネル（現：チバテレ ミライチャンネル、以下「ミライch」と表記）で放送されていたが、2016年以降は1回戦も通常のメインchで中継される。また、これまで準々決勝は千葉マリンスタジアムの2試合のみ中継されていたが、こちらも2016年以降はメインchで千葉マリンスタジアムの2試合、ミライchで県野球場の2試合を中継し、4試合すべて中継対象になる。2019年は千葉マリンスタジアムで1回戦から全日程で開催され、同球場を中心とした中継になる。
2020年の代替大会では、千葉マリンスタジアムが使用可能な8月3日 - 8日は千葉マリンスタジアムの2試合を、9日以降は千葉県野球場の試合を中継（大会初日である2日は、予定試合が少なく中継無し）。15日は通常時の準々決勝同様に、千葉県野球場（メインch）と船橋市民球場（当時032チャンネル）双方で行われる計4試合を中継する。なお、1日に最大2試合であり、試合開始は基本的に9:00と14:00であるため、間が空く時間帯である12:30 - 13:30に、視聴者投票により選出された過去の決勝の名勝負をプレイバックする『夏の高校野球千葉大会 決勝セレクション 白球の残像』を、13:30-14:00はテレビショッピングを穴埋め番組として放送する。なお、この『白球の残像』は、2021年以降も大会直前の事前番組や、試合開始が遅れた・試合が中断した場合の穴埋めとして放送されている。
2009年までは標準画質映像での中継であったが、2010年から千葉マリンスタジアム、2011年から全試合でハイビジョンでの中継を行っている。中継が16:30以降に長引いた場合（2012年以降対応）や、準々決勝の千葉県や球場の試合を中継するミライchについても、2020年11月の機器更新に伴い、2021年からHD画質での中継を行っている。
2015年から朝日放送テレビと朝日新聞社、運動通信社（スポーツブル）が共同運営している「バーチャル高校野球」内でも同時配信している。2018年は準々決勝から、2019年は1回戦（一部試合を除く）から、2021年からは全試合でライブ配信を行う様になった。2023年は一部の試合を除き見逃し配信を行う予定。なお、2020年の代替大会についても同サービスにおいてライブ配信を行った。また、2021年からはチバテレ『高校野球ダイジェスト』にて放送した準々決勝以降の試合ダイジェストについても同局のYouTubeチャンネルにて期間限定で配信している。
長年使用している中継のテーマ曲は、「スパーツ将軍」。かつては、試合中継におけるスポンサーが多数存在したため、その名残でロールテロップにて表示している。
試合中継とは別に、ダイジェスト番組として試合日の夜には前述の『高校野球ダイジェスト』が放送される。かつては夕方にも結果速報版の番組を放送していたが、2020年以降は放送されていない。

### その他のメディア
NHKは決勝戦のみ関東ブロックで総合テレビ・関東ローカルでEテレ のどちらかで放送される。2022年までラジオでもNHK千葉FM放送で生中継されていた（2018年まで準決勝・決勝、2019年以降は決勝のみに変更）。かつては文化放送が決勝戦を中継していたことがあった。
県内のケーブルテレビ（J:COM、広域高速ネット二九六、いちはらコミュニティー・ネットワーク・テレビ）で、柏の葉公園野球場で行われる全試合を生中継する（2014年から）。2016年は柏の葉（1-3回戦）に加え千葉県野球場（4・5回戦）の試合を生中継する。2024年は「千葉県ケーブルテレビ協議会」の製作名義でバーチャル高校野球でも配信している。
ベースボールマガジン社より「千葉大会展望号」が発売されている。シード校は1～2ページ、その他出場校（チーム）は1/2ページでチーム紹介とメンバーが掲載されている。県内以外でも大型書店等で販売。